# Neoepokojev
Neoepokojev(a) (Russisch: остров Неупокоева; ostrov Neoepokojeva) is een Russisch eiland in het zuiden van de Karazee, aan noordwestzijde van de monding van de Golf van Jenisej en ten noorden van het schiereiland Gyda. Het behoort bestuurlijk gezien tot het district Tazovski van de autonome okroeg Jamalië en vormt onderdeel van het enorme natuurreservaat zapovednik Bolsjoj Arktitsjeski. Ten noorden van Neoepokojev ligt het eiland Vilkitski. Neoepokojev is vernoemd naar de Russische ontdekkingsreiziger Konstantin Neoepokojev.
Het eiland is relatief vlak en op plekken sterk moerassig. Het is bezaaid met vele meertjes en riviertjes. Aan oostzijde bevindt zich een vuurtoren. Zandbanken strekken zich uit aan zuidoost- en noordoostzijde. Aan westzijde omzoomt de gelijknamige grote zandbank Neoepokojev(a) het eiland.